# Fritz Kraatz
Fritz Kraatz, född 4 februari 1906 i Davos, död 15 januari 1992, var en schweizisk ishockeyspelare.
Kraatz blev olympisk bronsmedaljör i ishockey vid vinterspelen 1928 i Sankt Moritz.